# ديسقوريا إكليلية
ديسقوريا إكليلية (الاسم العلمي:Dioscorea coronata) هي نوع من النباتات تتبع جنس الديسقوريا من الفصيلة الديسقورية.